# يوكو ماكي
يوكو ماكي (باليابانية: 真木よう子) و (باليابانية: 真木 よう子) وهي ممثلة يابانية ولدت في يوم 15 أكتوبر 1984 في مدينة إنزاي، تشيبا في اليابان مثلت في فلم الأمريكي عدوى في 2003 وفي فلم الحقد في 2004.

## أعمال

### مسلسلات
- حبكة سيسيل (2017) - مياجي ناو.
- موزو (2014-2015) الموسم الأول والثاني بدور اكيبوشي ميكي.

### افلام
- احد الرجال (2022)

## وصلات خارجية
- يوكو ماكي على موقع IMDb (الإنجليزية)
- يوكو ماكي على موقع ألو سيني (الفرنسية)
- يوكو ماكي على موقع أول موفي (الإنجليزية)
- يوكو ماكي على موقع قاعدة بيانات الأفلام السويدية (السويدية)
- يوكو ماكي على موقع قاعدة بيانات الفيلم (الإنجليزية)
- يوكو ماكي على موقع كينوبويسك (الروسية)

- http://www.elcinema.com/person/pr2024756/